# 경상남도의 소규모 어항 목록
다음은 2010년 12월말 현재 경상남도의 소규모 어항 목록이다.

## 가
- 가오치항 - 경상남도 통영시 도산면 오륜리 가오치마을 일원 (육지)
- 가왕도항 - 경상남도 통영시 한산면 매죽리 가왕마을 일원 (섬)
- 갈도항 - 경상남도 통영시 욕지면 서산리 갈도마을 일원 (섬)
- 갈목항 - 경상남도 통영시 인평동 갈목마을 일원 (육지)
- 경포항 - 경상남도 통영시 산양읍 풍화리 경포마을 일원 (육지)
- 구복항 - 경상남도 창원시 구산면 구복리 일원 (육지)
- 구촌항 - 경상남도 통영시 도산면 수월리 구촌마을 일원 (육지)
- 국치항 - 경상남도 통영시 인평동 국치마을 일원 (육지)
- 군령항 - 경상남도 창원시 구산면 석곡리 일원 (육지)
- 군항포항 - 경상남도 거제시 장목면 장목리 일원 (육지)

## 나
- 난포항 - 경상남도 창원시 구산면 난포리 일원 (육지)
- 남구항 - 경상남도 통영시 욕지면 두미리 남구마을 일원 (섬)
- 남양항 - 경상남도 창원시 웅동1동 324-14 일원 (육지)
- 납도항 - 경상남도 통영시 욕지면 노대리 납도마을 일원 (섬)
- 노적항 - 경상남도 통영시 욕지면 동항리 노적마을 일원 (섬)
- 노전항 - 경상남도 통영시 도산면 도선리 노전마을 일원 (육지)

## 다
- 다구항 - 경상남도 창원시 진동면 다구리 일원 (육지)
- 다시몰항 - 경상남도 통영시 산양읍 풍화리 다시몰마을 일원 (육지)
- 달아항 - 경상남도 통영시 산양읍 미남리 달아마을 일원 (육지)
- 답하항 - 경상남도 통영시 산양읍 신전리 답하마을 일원 (육지)
- 대고포항 - 경상남도 통영시 한산면 염호리 대고포마을 일원 (섬)
- 대송항 - 경상남도 통영시 욕지면 동항리 대송마을 일원 (섬)
- 대웅포항 - 경상남도 통영시 산양읍 오비리 대웅포마을 일원 (섬)
- 대평항 - 경상남도 통영시 명정동 대평마을 일원 (육지)
- 대항항 - 경상남도 통영시 한산면 매죽리 대항마을 일원 (섬)
- 덕동항 - 경상남도 창원시 덕동 일원 (육지)
- 덕동항 - 경상남도 통영시 욕지면 서산리 덕동마을 일원 (섬)
- 도동항 - 경상남도 통영시 욕지면 서산리 도동마을 일원 (섬)
- 도만항 - 경상남도 창원시 진동면 다구리 일원 (육지)
- 동두항 - 경상남도 통영시 욕지면 연화리 동두마을 일원 (섬)
- 동진개항 - 경상남도 거제시 장목면 구영리 일원 (육지)

## 마
- 마구촌항 - 경상남도 통영시 광도면 용호리 마구촌마을 일원 (육지)
- 마동항 - 경상남도 통영시 산양읍 미남리 마동마을 일원 (육지)
- 마상촌항 - 경상남도 통영시 도산면 오륜리 마상촌마을 일원 (육지)
- 만지항 - 경상남도 통영시 산양읍 저림리 만지마을 일원 (섬)
- 매동항 - 경상남도 거제시 장목면 장목리 일원 (육지)
- 명주항 - 경상남도 창원시 구산면 석곡리 일원 (육지)
- 명지항 - 경상남도 통영시 산양읍 풍화리 명지마을 일원 (육지)
- 목과항 - 경상남도 통영시 욕지면 동항리 목과마을 일원 (섬)
- 목박치항 - 경상남도 통영시 산양읍 오비리 목박치항 일원 (섬)
- 문어포항 - 경상남도 통영시 한산면 두억리 문어포마을 일원 (섬)
- 반동항 - 경상남도 창원시 구산면 반동리 일원 (육지)

## 바
- 벌포항 - 경상남도 통영시 산양읍 풍화리 벌포마을 일원 (육지)
- 봉도항 - 경상남도 통영시 욕지면 동항리 봉도마을 일원 (섬)
- 봉전항 - 경상남도 통영시 산양읍 신전리 봉전마을 일원 (육지)
- 북구항 - 경상남도 통영시 욕지면 두미리 북구마을 일원 (섬)
- 북신항 - 경상남도 통영시 북신동 일원 (육지)
- 분진포항 - 경상남도 통영시 도산면 법송리 분진포마을 일원 (육지)
- 비산도항 - 경상남도 통영시 한산면 염호리 비산도마을 일원 (섬)

## 사
- 사금항 - 경상남도 통영시 사량면 금평리 사금마을 일원 (섬)
- 사당개항 - 경상남도 통영시 산양읍 오비리 사당개마을 일원 (섬)
- 사포항 - 경상남도 통영시 사량면 양지리 사포마을 일원 (섬)
- 산등항 - 경상남도 통영시 욕지면 노대리 산등마을 일원 (섬)
- 상양지항 - 경상남도 통영시 도산면 수월리 상양지마을 일원 (육지)
- 상장항 - 경상남도 통영시 산양읍 풍화리 상장마을 일원 (육지)
- 선두항 - 경상남도 창원시 진동면 고현리 일원 (육지)
- 선촌항 - 경상남도 통영시 용남면 화삼리 선촌마을 일원 (육지)
- 세포항 - 경상남도 통영시 산양읍 남평리 세포마을 일원 (육지)
- 소매물도항 - 경상남도 통영시 한산면 매죽리 소매물도마을 일원 (섬)
- 소웅포항 - 경상남도 통영시 산양읍 오비리 소웅포마을 일원 (섬)
- 소포항 - 경상남도 창원시 진동면 시락리 일원 (육지)
- 속천항 - 경상남도 창원시 태평동 45 일원 (육지)
- 송계항 - 경상남도 통영시 도산면 법송리 송계마을 일원 (육지)
- 송도항 - 경상남도 창원시 진동면 진동리 일원 (섬)
- 송도항 - 경상남도 통영시 산양읍 저림리 송도마을 일원 (섬)
- 수륙항 - 경상남도 통영시 산양읍 영운리 수륙마을 일원 (육지)
- 수우도항 - 경상남도 창원시 진동면 요장리 일원 (섬)
- 수정항 - 경상남도 창원시 구산면 수정리 일원 (육지)
- 신봉항 - 경상남도 통영시 산양읍 신전리 신봉마을 일원 (육지)
- 신촌항 - 경상남도 거제시 장목면 송진포리 일원 (육지)
- 신평항 - 경상남도 통영시 도산면 원산리 신평마을 일원 (육지)
- 실리도항 - 경상남도 창원시 구산면 심리 일원 (섬)
- 실전항 - 경상남도 거제시 하청면 실전리 일원 (육지)
- 심리항 - 경상남도 창원시 구산면 심리 일원 (육지)

## 아
- 아지랑항 - 경상남도 거제시 거제면 법동리 일원 (육지)
- 안골항 - 경상남도 창원시 웅동2동 525-2 일원 (육지)
- 안녕항 - 경상남도 창원시 구산면 수정리 일원 (육지)
- 안성항 - 경상남도 창원시 웅동2동 464-4 일원 (육지)
- 양도항 - 경상남도 창원시 진동면 고현리 일원 (섬)
- 연도항 - 경상남도 창원시 웅천동 일원 (섬)
- 연도항 - 경상남도 통영시 도산면 도선리 연도마을 일원 (섬)
- 예곡항 - 경상남도 통영시 한산면 추봉리 예곡마을 일원 (섬)
- 오곡항 - 경상남도 통영시 산양읍 연곡리 오곡마을 일원 (섬)
- 와도항 - 경상남도 고성군 삼산면 두포리 일원 (섬)
- 와항항 - 경상남도 거제시 하청면 실전리 일원 (육지)
- 외간항 - 경상남도 거제시 거제면 내간리 일원 (육지)
- 외박골항 - 경상남도 통영시 산양읍 오비리 외박골마을 일원 (섬)
- 외촌항 - 경상남도 통영시 도산면 오륜리 외촌마을 일원 (육지)
- 외항항 - 경상남도 통영시 한산면 비진리 외항마을 일원 (섬)
- 용호항 - 경상남도 창원시 구산면 심리 일원 (육지)
- 용호항 - 경상남도 통영시 광도면 용호리 용호마을 일원 (육지)
- 우도항 - 경상남도 통영시 욕지면 연화리 우도마을 일원 (섬)
- 욱곡항 - 경상남도 창원시 구산면 내포리 일원 (육지)
- 유동항 - 경상남도 통영시 욕지면 서산리 유동마을 일원 (섬)
- 유촌항 - 경상남도 통영시 도산면 저산리 유촌마을 일원 (육지)
- 율티항 - 경상남도 창원시 진동면 율티리 일원 (육지)
- 은포항 - 경상남도 통영시 사량면 양지리 은포마을 일원 (섬)
- 읍도항 - 경상남도 통영시 도산면 오륜리 읍도마을 일원 (섬)
- 의암항 - 경상남도 통영시 한산면 하소리 의암마을 일원 (섬)
- 의항항 - 경상남도 통영시 한산면 두억리 일원 (섬)
- 임내항 - 경상남도 통영시 광도면 안정리 임내마을 일원 (육지)
- 임중항 - 경상남도 통영시 광도면 황리 임중마을 일원 (육지)
- 임호항 - 경상남도 거제시 장목면 농소리 일원 (육지)
- 입도항 - 경상남도 통영시 광도면 덕포리 입도마을 일원 (섬)
- 입정포항 - 경상남도 통영시 한산면 창좌리 입정포마을 일원 (섬)

## 자
- 자란도항 - 경상남도 고성군 하일면 송천리 일원 (섬)
- 잠포항 - 경상남도 통영시 도산면 법송리 잠포마을 일원 (육지)
- 장곡항 - 경상남도 통영시 한산면 창좌리 장곡마을 일원 (섬)
- 장구항 - 경상남도 창원시 구산면 구복리 일원 (육지)
- 장기항 - 경상남도 창원시 진동면 고현리 일원 (육지)
- 장사도항 - 경상남도 통영시 한산면 매죽리 장사마을 일원 (섬)
- 장월항 - 경상남도 통영시 산양읍 풍화리 장월마을 일원 (육지)
- 장천항 - 경상남도 창원시 풍호동 782-32 일원 (육지)
- 저도항 - 경상남도 창원시 구산면 구복리 일원 (섬)
- 저도항 - 경상남도 통영시 광도면 안정리 저도마을 일원 (섬)
- 저도항 - 경상남도 통영시 산양읍 연곡리 저도마을 일원 (섬)
- 저산항 - 경상남도 통영시 도산면 저산리 저산마을 일원 (육지)
- 적덕항 - 경상남도 통영시 광도면 덕포리 적덕마을 일원 (육지)
- 정곡항 - 경상남도 창원시 진동면 시락리 일원 (육지)
- 제덕항 - 경상남도 창원시 웅천동 167-9 일원 (육지)
- 좌진포항 - 경상남도 통영시 광도면 용호리 좌진포마을 일원 (육지)
- 주도항 - 경상남도 창원시 진동면 요장리 일원 (육지)
- 죽도항 - 경상남도 통영시 한산면 매죽리 죽도마을 일원 (섬)
- 죽전항 - 경상남도 통영시 한산면 하소리 죽전마을 일원 (섬)
- 죽촌항 - 경상남도 통영시 용남면 원평리 죽촌마을 일원 (육지)
- 중촌항 - 경상남도 창원시 진동면 요장리 일원 (육지)
- 중촌항 - 경상남도 통영시 광도면 안정리 중촌마을 일원 (육지)
- 진두항 - 경상남도 통영시 한산면 하소리 진두마을 일원 (섬)

## 차
- 창동항 - 경상남도 통영시 한산면 창좌리 창동마을 일원 (섬)
- 창포항 - 경상남도 창원시 진동면 창포리 일원 (육지)
- 청사항 - 경상남도 통영시 욕지면 동항리 청사마을 일원 (섬)
- 청천항 - 경상남도 창원시 웅동2동 454-2 일원 (육지)
- 추원항 - 경상남도 통영시 한산면 추봉리 추원마을 일원 (섬)

## 타
- 탄항항 - 경상남도 통영시 욕지면 노대리 탄항마을 일원 (섬)
- 통단항 - 경상남도 통영시 욕지면 동항리 통단마을 일원 (섬)
- 통포항 - 경상남도 통영시 사량면 양지리 통포마을 일원 (섬)

## 하
- 하리항 - 경상남도 통영시 욕지면 노대리 하노대마을 일원 (섬)
- 하소항 - 경상남도 통영시 한산면 하소리 하소마을 일원 (섬)
- 하양지항 - 경상남도 통영시 도산면 수월리 하양지마을 일원 (육지)
- 함박항 - 경상남도 통영시 산양읍 풍화리 함박마을 일원 (육지)
- 해간항 - 경상남도 통영시 용남면 장평리 해간마을 일원 (섬)
- 해란항 - 경상남도 통영시 산양읍 풍화리 해란마을 일원 (육지)
- 해안항 - 경상남도 거제시 하청면 덕곡리 일원 (육지)
- 향촌항 - 경상남도 통영시 산양읍 풍화리 향촌마을 일원 (육지)
- 홍포항 - 경상남도 거제시 남부면 다포리 일원 (육지)

## 같이 보기
- 대한민국의 소규모 어항